# WWE 2K18
WWE 2K18 – komputerowa gra sportowa o tematyce wrestlingu, stworzona przez studia Yuke’s i Visual Concepts. Została wydana przez 2K Sports 17 października 2017 na platformy PlayStation 4 i Xbox One oraz 6 grudnia tego samego roku na Nintendo Switch. Jest to dziewiętnasta gra z serii WWE i piąta wydana pod nazwą WWE 2K.

## Marketing i promocja

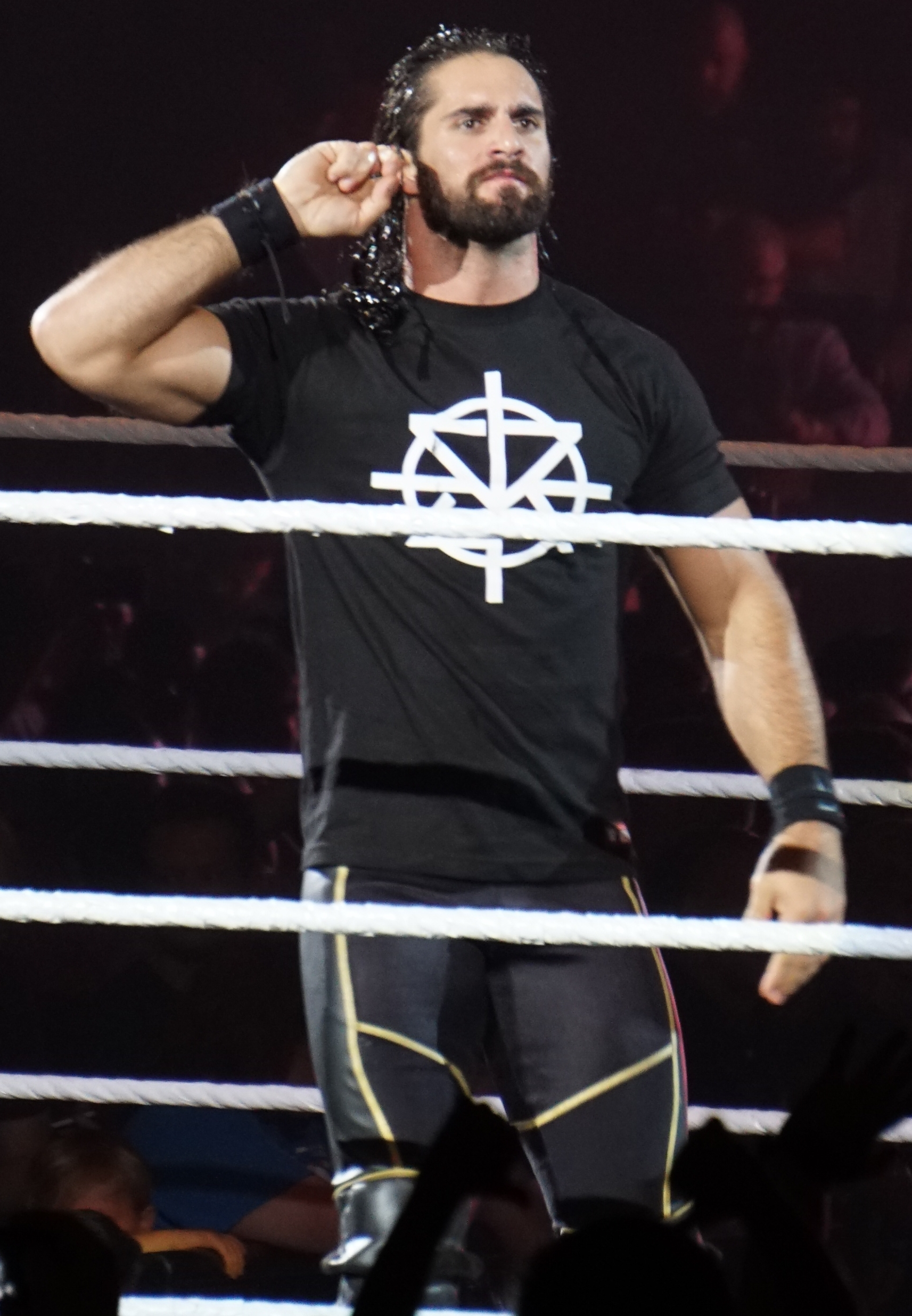
Wrestler Seth Rollins został dyrektorem marki WWE 2K18, a jego wizerunek znajduje się na opakowaniu gry

W styczniu 2016 roku WWE i Take-Two Interactive przedłużyły na czas nieokreślony umowę o wyłączności produkcji gier z serii WWE przez 2K Games. Podobnie jak ostatnie odsłony gier WWE 2K, za produkcję WWE 2K18 odpowiadają studia Visual Concepts i Yuke's. 6 czerwca Cenega, oficjalny partner 2K w Polsce, Czechach, na Słowacji oraz Węgrzech, ogłosiła na swojej stronie internetowej, że WWE 2k17 jest w jej planie wydawniczym.
23 maja 2017 roku oddział 2K Sports oficjalnie ogłosił, że gra WWE 2K18 zostanie wydana jesienią 2017 roku. 19 czerwca opublikowany został pierwszy zwiastun. Wystąpił w nim wrestler Seth Rollins. Zwiastun zapowiadał premierę gry 17 października 2017 roku, promował wydanie deluxe dostępne cztery dni wcześniej, ujawnił opakowanie z wizerunkiem Setha Rollinsa i zaprezentował hasło promocyjne gry, którym jest Be like no one (pl. Bądź jak nikt inny). Tego samego dnia Seth Rollins zaprezentował opakowanie gry w telewizji ESPN SportsCenter i ogłosił, że został dyrektorem marki. W internecie ogłoszono, że gra ukaże się na platformy PlayStation 4 i Xbox One, a latem ma zostać zapowiedziane także wydanie edycji kolekcjonerskiej i DLC. 29 czerwca 2017 Kurt Angle oświadczył na Twitterze, że odpowiadająca mu postać będzie dostępna w grze zamówionej przed premierą. Od 1 do 3 lipca, przez trzy kolejne dni, gra była promowana przez trzech kolejnych wrestlerów – Kevina Owensa, Sashę Banks i Finna Bálora – którzy w kayfabe komentowali wybór Setha Rolinnsa na wizerunek okładki pudełka gry. 4 lipca 2K oficjalnie ogłosiło, że Kurt Angle będzie dostępny jako postać w grze zamówionej w przedsprzedaży. Ma on być dostępny w dwóch wersjach jako zawodnik WWE (American Hero) i ECW (Wrestling Machine). 10 lipca Seth Rollins ogłosił, że gra zostanie wydana także na platformę Nintendo Switch. 13 lipca na YouTube został opublikowany pierwszy odcinek serii Spotlight, w której na bieżąco ujawniane mają być informacje na temat produkcji oraz materiały zakulisowe. W pierwszym odcinku dyrektor kreatywny Lynell Jinks przybliżył koncepcję Spotlight i powtórzył wszystko, co do tej pory zostało ujawnione na temat nadchodzącej gry. 18 lipca Seth Rollins wystąpił w pierwszym odcinku nowego magazynu o grach komputerowych, The IGN Show na kanale Disney XD.
27 lipca 2017 2K ogłosiło specjalną edycję WWE 2K18 Cena (Nuff) Edition, której tematem przewodnim był John Cena. Miała ona zawierać wydanie deluxe gry na PlayStation 4 i Xbox One, przepustkę sezonową, postać Kurta Angela w grze i alternatywne wersje postaci Ceny, zdjęcie z autografem Ceny i figurkę Ceny wyprodukowaną przez Mattel. Zapowiedziano, że edycja specjalna będzie ograniczona do 30 000 kopii i będzie kosztować $149.99.
Od 16 sierpnia 2017 w każdą kolejną środę na YouTube ujawniane były kolejne grywalne postacie. Ogłaszali je reporterka WWE Renee Young i komentator Corey Graves wraz z gościem specjalnym, wrestlerem – 16 sierpnia był to Goldust, 23 sierpnia Samoa Joe, 30 sierpnia Kevin Owens, a 6 września tag team Breezango (Fandango i Tyler Breeze). 18 sierpnia ogłoszono, że producentem wykonawczym ścieżki muzycznej gry będzie Dwayne Johnson. 26 września zapowiedziano, że wersja na komputery osobowe po raz pierwszy w historii serii zostanie wydana w dniu premiery wersji konsolowej.

## Rozgrywka

### Zmiany względem poprzedniej części
Gra korzysta nowego przerobionego silnika graficznego. Wprowadzone zostały między innymi renderowanie ditheringowe, nowy mechanizm cieniowania, mechanizm refleksji w czasie rzeczywistym, a także Physically Based Rendering. Według producenta wykonawczego Marka Little, zespół pracował nad tymi usprawnieniami przez ponad trzy lata.
Wprowadzono zmiany do mechaniki gry, w tym zmiany w trybie tworzenia i trybie promo. Wprowadzono nowe typy walk. Po raz pierwszy w serii WWE 2k w walkach może wziąć udział 8 zawodników. Zdanie twórców tryb Universe stał się płynniejszy i mniej statyczny oraz został dostosowany do zmian, jakie w międzyczasie zaszły w WWE (takie jak podział WWE na brandy). Gruntownej zmianie uległ komentarz sportowy. Tak jak w poprzedniej części, jednym z komentatorów jest Michael Cole, ale Jerry „The King” Lawler i JBL zostali zastąpieni przez Byrona Saxtona i Corey'ego Gravesa. W celu zwiększenia poczucia autentyczności komentarza sportowego, komentatorzy nagrywali swoje kwestie wspólnie, w tym samym pomieszczeniu. Dodano także usprawnienia do wyszukiwania zawartości publikowanej przez społeczność graczy.
Tryb MyCareer, w którym gracz może wcielić się w postać zawodnika zaczynającego swoją karierę w WWE, został rozbudowany i dodano do niego historię. Twórcy określili ten tryb jako bardziej zwięzły i bardziej narracyjny w porównaniu do poprzedniej części. Powiązany z tym trybem jest też zupełnie nowy tryb Road To Glory.
W grze ma znajduje się najwięcej grywalnych zawodników w historii serii. Jednym z zawodników, który pojawił się w WWE 2K18, a nie było go w WWE 2K17, jest Kurt Angle.
Wprowadzono też systemem archetypów wrestlerów, o nazwie fighting styles. Każdy wrestler ma określony archetyp, związany na przykład ze swoją skocznością lub olbrzymim rozmiarem, który przekłada się na jego siłę, poruszanie się i ogólny styl walki. Przebudowaniu uległ także system submissionów, który w swoim założeniu miał być bardziej przystępny. Do mechaniki chwytania i przemieszczania przeciwnika w ringu została dodana możliwość wzniesienia oponenta. Twórcy określili nową mechanikę przemieszczania przeciwnika jako bardziej dynamiczną.
Po raz pierwszy w historii serii gra jest dostępna na platformie firmy Nintendo, a konkretnie Nintendo Switch.

### Walka
Podstawowym elementem rozgrywki WWE 2K18 jest walka z udziałem wrestlerów zaimplementowanych w grze lub stworzonych przez użytkownika. Walka polega na atakowaniu przeciwnika poprzez wykonywanie ciosów, kopów i innych akcji wrestlerskich oraz spełnienia warunków danego typu walki (np przypięcie w zwykłej walce lub doprowadzenie do poddania w submission match).
Walka między zawodnikami różnej płci jest niemożliwa.

### Roster
W grze pojawiło się wówczas najwięcej postaci ze wszystkich gier w serii. Niektóre jednak są różnymi wariancjami tego samego wrestlera, na przykład Kevin Nash i Diesel są w grze różnymi postaciami, choć obie są oparte na osobie Kevina Nasha. Roster odwzorowuje autentyczny personel WWE – obecny lub z przeszłości. W niektórych przypadkach prawdziwi wrestlerzy zostali przeskanowani na potrzeby gry, w celu ich jak najwierniejszego odzwierciedlenia.
W poniższej tabeli wymieniono wszystkie grywalne postacie z gry. Pogrubioną czcionką oznaczono te, które nie pojawiły się wcześniej w innej grze z serii WWE. Jeśli więcej, niż jedna postać oparta na tym samym prawdziwym wrestlerze, to ich nazwy znajdują się w nawiasie po nazwie tego wrestlera.
| Wersja gry lub DLC             | Typ postaci | Dostępne postacie |
| ------------------------------ | ----------- | --- |
| Podstawowa wersja gry          | Wrestlerzy  | Aiden English, AJ Styles, Akam, Akira Tozawa, Albert, Alexander Wolfe, Andre The Giant, Apollo Crews, Bam Bam Bigelow, Baron Corbin, Batista, Big Boss Man (Big Boss Man '91, Big Boss Man '99), Big Cass, Big E, Big Show (Big Show, Big Show '00), Bo Dallas, Bobby Roode, Booker T, Braun Strowman, Bray Wyatt, Bret Hart (Bret Hart '97, Bret Hart '98), British Bulldog, Brock Lesnar, Brutus Beefcake, Buddy Roberts, Bushwhacker Butch, Bushwhacker Luke, Cedric Alexander, Cesaro, Chad Gable, Charles Wright (The Godfather, Papa Shango), Chris Jericho (Chris Jericho, Chris Jericho '00), Christian, Curt Hawkins, Curtis Axel, Daniel Bryan, Darren Young, Dash Wilder, DDP (DDP '92, DDP '98), Dean Ambrose, Dolph Ziggler, Dusty Rhodes, Earthquake, Eddie Guerrero, Edge, Enzo Amore, Epico Colon, Eric Young, Erick Rowan, Fandango, Finn Bálor (Finn Bálor, Demon), Goldberg, Goldust, Gran Metalik, Greg „The Hammer” Valentine, Heath Slater, Hideo Itami, Jack Gallagher, Jake „The Snake” Roberts, Jason Jordan, JBL, Jey Uso, Jim Neidhart, Jimmy Garvin, Jimmy Uso, Jinder Mahal, John Cena (John Cena), Johnny Gargano, Kalisto, Kane (Kane, Kane '98), Karl Anderson, Kassius Ohno, Kerry Von Erich, Kevin Nash (Diesel, Kevin Nash), Kevin Owens, Kevin Von Erich, Killian Dain, Kofi Kingston, Konnor, Larry Zbyszko, Lex Luger, Luke Gallows, Luke Harper, Macho Man Randy Savage, Mark Henry, Michael Hayes, Mojo Rawley, Mick Foley (Cactus Jack '92, Cactus Jack '98, Dude Love, Mankind), Mr. McMahon, Mr. Perfect, Neville, Nick Miller, No Way Jose, Noam Dar, Primo Colon, R-Truth, Randy Orton, Rezar, Rhyno, Ric Flair (Ric Flair '88, Ric Flair '91), Rich Swann, Rick Martel, Rick Rude, Ricky Steamboat (Ricky Steamboat '91, Ricky Steamboat '94), Rikishi, Roderick Strong, Roman Reigns, Rusev, Sami Zayn, Samoa Joe, Sawyer Fulton, Scott Dawson, Scott Hall (Razor Ramon, Scott Hall), Seth Rollins, Shane McMahon, Shane Thorne, Shawn Michaels (Shawn Michaels '97, Shawn Michaels '98), Sheamus, Shinsuke Nakamura, Sin Cara, Steve Austin (Steve Austin, Stunning Steve Austin), Sting (Sting, Sting '88, Sting '91, Sting '98, Sting '99), Sycho Sid, Tatanka, Tatsumi Fujinami, The Brian Kendrick, The Miz, The Rock (The Rock, The Rock '01), Titus O’Neil, TJ Perkins, Tommaso Ciampa, Triple H (Triple H, Triple H '01, Triple H '98), Tye Dillinger, Tyler Breeze, Typhoon, Tyson Kidd, Ultimate Warrior, The Undertaker (The Undertaker, The Undertaker '00, The Undertaker '91), Vader, Viktor Xavier Woods, Zack Ryder |
| Podstawowa wersja gry          | Wrestlerki  | Alexa Bliss, Alicia Fox, Alundra Blayze, Asuka, Bayley, Becky Lynch, Billie Kay, Brie Bella, Carmella, Charlotte Flair, Dana Brooke, Ember Moon, Emma, Ivory, Jacqueline, Lita, Maryse, Mickie James, Naomi, Natalya, Nia Jax, Nikki Bella, Nikki Cross, Paige, Peyton Royce, Sasha Banks, Stephanie McMahon, Summer Rae, Tamina, Trish Stratus |
| Podstawowa wersja gry          | Managerowie | Bobby „The Brain” Heenan, Lana, Paul Ellering, Paul Heyman, Ted DiBiase |
| Kurt Angle Pack                | Wrestlerzy  | Kurt Angle |
| Batista, RVD & Retro Cena Pack | Wrestlerzy  | Batista, Rob Van Dam, John Cena (John Cena '06, John Cena '10) |
| Enduring icons DLC pack        | Wrestlerzy  | Jeff Hardy, Matt Hardy, Ricky Morton, Robert Gibson |
| Enduring icons DLC pack        | Wrestlerki  | Beth Phoenix |
| NXT Generation DLC pack        | Wrestlerzy  | Drew McIntyre, Elias, Lars Sullivan, Aleister Black |
| NXT Generation DLC pack        | Wrestlerki  | Ruby Riot |
| Źródło: IGN, Smackdown Hotel   |             | |

## Soundtrack

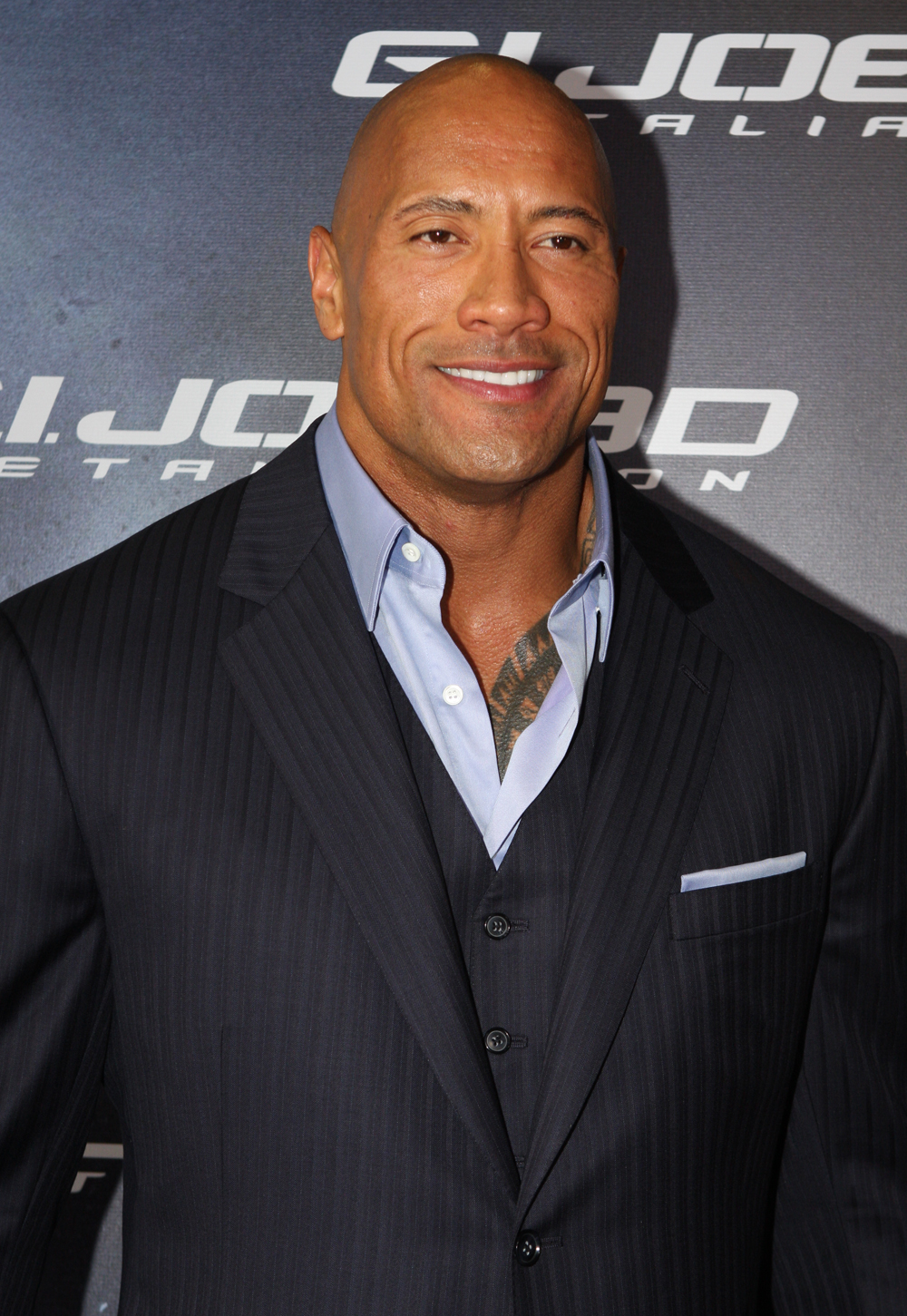
Dwayne Johnson jest odpowiedzialny za przygotowanie ścieżki dźwiękowej gry

W grze można usłyszeć motywy muzyczne prawdziwych wrestlerów. Oprócz tego wrestler i aktor Dwayne Johnson odpowiadał za przygotowanie ścieżki dźwiękowej do menu gry. Wybrane przez niego piosenki są różnorodnych gatunków, między innymi: hip-hop, rock klasyczny, hard rock, blues, R&B i Soul. Poniżej znajduje się pełna lista utworów i wykonujących je artystów:
- Blues Brothers – Soul Man
- Boston – Smokin’
- Bruno Mars – Runaway Baby
- Disturbed – Down With The Sickness
- Eazy-E – Boyz-N- The-Hood
- George Thorogood i The Destroyers – One Bourbon, One Scotch, One Beer
- Joe Walsh – Rocky Mountain Way
- Kanye West – Black Skinhead
- Kid Rock – You Never Met a White Boy Quite Like Me
- ¡MAYDAY! (feat. Tech N9ne) – Last One Standing
- Tech N9ne (feat. Krizz Kaliko, Serj Tankian) – Straight Out The Gate

## DLC
| Nazwa                          | Data wydania                                              | Zawartość (Patrz: Roster) |
| ------------------------------ | --------------------------------------------------------- | --- |
| Accelerator                    | 17 października 2017                                      | Pozwala odblokować całą zablokowaną na początku zawartość gry – w tym postacie, areny i mistrzostwa – a także modyfikować gotową zawartość. |
| Batista, RVD & Retro Cena Pack | 13 października 2017 (w edycji Deluxe i kolekcjonerskiej) | 4 nowi wrestlerzy |
| Enduring Icons DLC Pack        | jeszcze nie ogłoszona                                     | 5 nowych wrestlerów |
| Kurt Angle Pack                | 17 października 2017 (w przedsprzedaży)                   | Nowy wrestler – Kurt Angle |
| Myplayer Kick Start            | 17 października 2017                                      | Pozwala stworzyć silniejszą postać na początku trybu kariery i odblokowuje dla niej wszystkie stroje.                                       |
| NXT Generation DLC Pack        | 21 listopada 2017                                         | 5 nowych wrestlerów |
| New Moves Pack                 | 12 grudnia 2017                                           | Pakiet nowych ruchów (ciosów, chwytów) wrestlerskich                                                                                        |
| Źródła: IGN                    |                                                           | |